# Złotniki Kujawskie (gmina)
Pour les articles homonymes, voir Złotniki.
Złotniki Kujawskie est une gmina rurale du powiat de Inowrocław, Couïavie-Poméranie, dans le centre-nord de la Pologne. Son siège est le village de Złotniki Kujawskie, qui se situe environ 15 km au nord-ouest d'Inowrocław, 26 km au sud de Bydgoszcz, et 36 km au sud-ouest de Toruń.
La gmina couvre une superficie de 135,6 km2 pour une population de 8 947 habitants.

## Géographie
La gmina inclut les villages de Będzitówek, Będzitowo, Będzitowskie Huby, Broniewo, Bronimierz Mały, Bronimierz Wielki, Dąbrówka Kujawska, Dobrogościce, Dźwierzchno, Gniewkówiec, Helenowo, Ignacewo, Jordanowo, Karczówka, Kobelniki, Krążkowo, Krężoły, Leszcze, Lisewo Kościelne, Mierzwin, Niszczewice, Palczyn, Pęchowo, Podgaj, Popowiczki, Rucewko, Rucewo, Tarkowo Górne, Tuczno, Tuczno-Wieś, Tupadły, Złotniczki et Złotniki Kujawskie.
La gmina borde les gminy de Barcin, Inowrocław, Łabiszyn, Nowa Wieś Wielka, Pakość et Rojewo.